# Académie royale des Beaux-Arts de Bruxelles

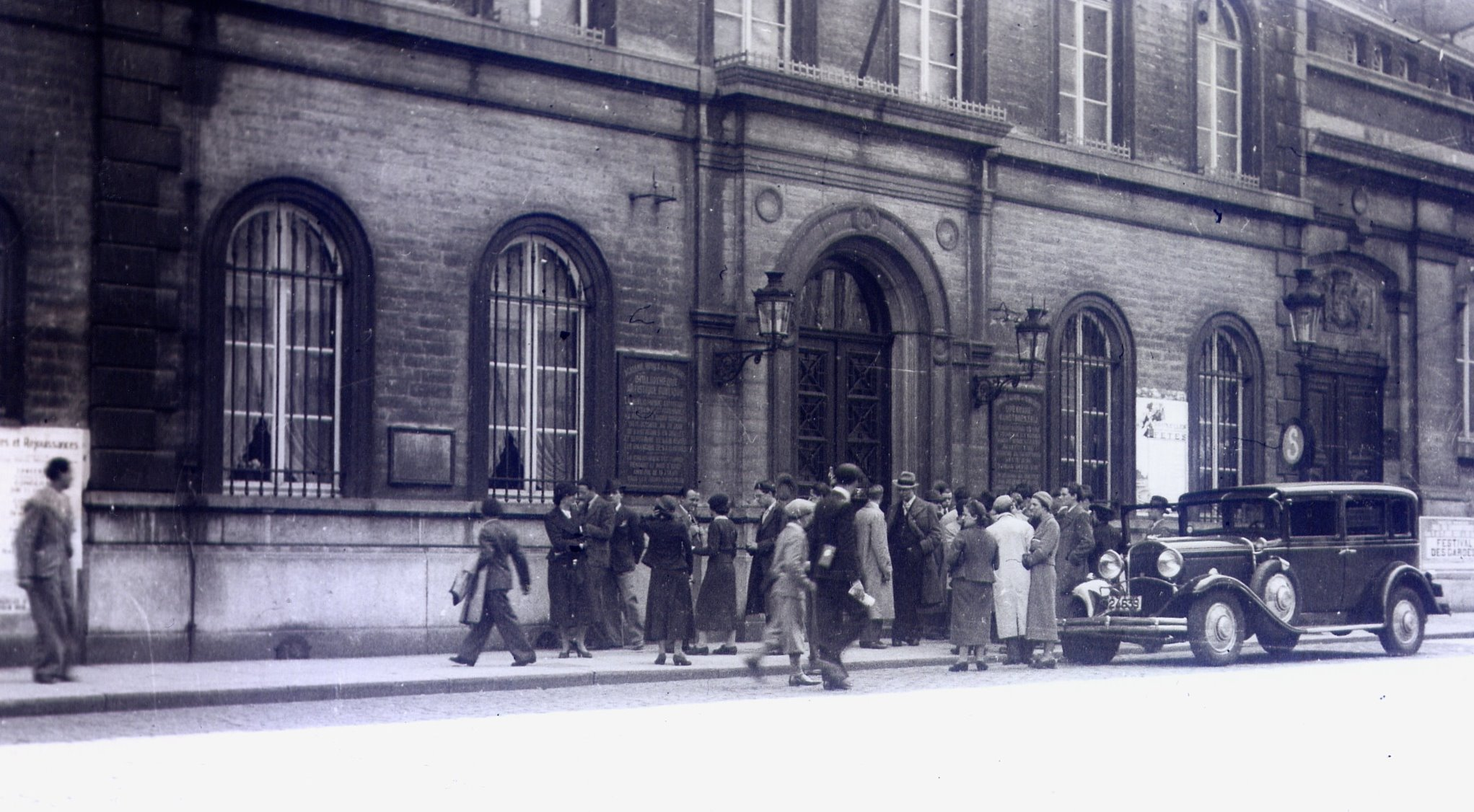
Sitz der Akademie in der Rue du Midi (1935) – Foto von Léon van Dievoet

Die Académie royale des Beaux-Arts de Bruxelles – École supérieure des Arts de la Ville de Bruxelles (ARBA-ESA) (niederländisch Koninklijke Academie voor Schone Kunsten van Brussel), deutsch Königliche Akademie der Wissenschaften und Schönen Künste von Brüssel, ist die belgische Kunsthochschule mit Sitz in Brüssel im Königreich Belgien.
Ihre Wurzeln reichen bis in das Jahr 1711 zurück. Zum Ende des 19. Jahrhunderts wurde sie zu einer bedeutenden Lehrstätte und nahm zu Beginn des 20. Jahrhunderts mit an der Bewegung der Moderne teil. Die Bildhauerkunst und die Architektur hatten von jeher auch international einen hohen Stellenwert, wohingegen die Malerei sich nicht so sehr durchzusetzen vermochte.

## Geschichte
Nach dem Wiederaufbau des Großen Platzes in Brüssel wurde im Jahre 1711 vom Magistrat der Stadt im Rathaus ein Raum bereitgestellt, um den Meistern und Lehrlingen der Zünfte der Malerei, Bildhauerei, Weberei und anderen Kunstbereichen eine Ausbildungsstätte zu geben. Am 16. Oktober desselben Jahres wurde eine Schule gegründet. Vorbild war die Accademia delle Arti del Disegno in Florenz. Im Jahre 1752 zog man in die Herberge d’Goldene Leiter um. Nach einer längeren Zeit der Krisen wurde im Jahre 1762 von Herzog Karl Alexander von Lothringen diese Schule übernommen. Fortan lag ihre Leitung in seinen Händen. Er förderte vor allem die Architektur. 1768 wurde durch Barnabé Guimord die Architekturklasse gegründet, gleichzeitig wurden durch Verkäufe und Anteile weitere Mittel zur Verfügung gestellt. Ein Jahr später kehrte man ins Rathaus zurück. Nach der Eroberung Brüssels durch die französischen Revolutionstruppen wurde im Jahre 1795 die Akademie geschlossen.

## Wiedererstarken unter François-Joseph Navez

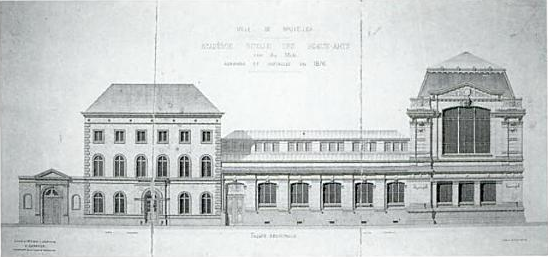
Zeichnung der Fassade des ehemaligen Boogaard-Klosters, Entwurf von 1876 für die Académie royale des Beaux-Arts de Bruxelles in der Rue du Midi

Im Jahre 1829 siedelte man in den Granvelle Palace über. Ein Jahr später wurde François-Joseph Navez Direktor. Es kam neues Leben in die Académie, dabei wurde die Bildhauerei stark gefördert. Er organisierte die Schule um und erweiterte sie. Schon 1832 ging es in die Keller des linken Flügels des Industriepalastes. Seine Pläne wurden zwischen 1835 und 1836 umgesetzt. Im Jahre 1836 wurde ihr das Privileg verliehen, „royale“ (königlich) als Namensbestandteil zu tragen. Die Tafelbildmalerei wurde zu einer weiteren wichtigen Abteilung erklärt – dies in Anlehnung an die alte Flämische Malerei des ersten Goldenen Zeitalters der niederländischen Malerei. Allerdings gab es schon länger Spannungen an der Akademie um die noch propagierte Stilrichtung des Neoklassizismus. Neben der Malerei und Bildhauerei blieb die Architekturausbildung weiterhin Bestandteil. Nur erlangte sie nie den Rang einer richtungsweisenden Lehr- und Ausbildungsstätte.
1876 bezog die Akademie ein eigenes Schulgebäude in der Rue du Midi. Es ist das Gebäude des ehemaligen Klosters Boogaard, was zwischenzeitlich als Waisenhaus gedient hatte. Dem Architekten Pierre-Viktor Jamaer gelang in den eingeschränkten Platzverhältnissen das vorhandene Ensemble zu einem funktionierenden Ganzen zu verknüpfen. Die Fassade wurde nach dem damaligen Zeitgeschmack des Klassizismus umgestaltet. Bis heute ist das Gebäude Sitz ebendieser Akademie. 
Ab dem 5. Januar 1889 war es auch Frauen gestattet, an einer Klasse für Fortgeschrittene teilzunehmen.
Ende des 19. Jahrhunderts entstand mit der Gründung des heutigen LUCA Campus Sint-Lukas Brussel eine starke Konkurrenz. Inzwischen gehört ARBA zu den 16 Kunstausbildungsstätten der französischen Gemeinschaft Belgiens.
Unter dem Direktor Charles van der Stappen gelangte die Lehre an dieser Hochschule zu noch höherem Ansehen. Auch Literatur und Fotografie wurden Teil des Ausbildungsangebotes.
Um die Jahrhundertwende rückte in der europäischen Kunstlandschaft Brüssel nebst seiner Ausbildungsstätte aus dem Schatten von Paris hervor. Seit 1889 war Brüssel die ungekrönte Hauptstadt des Jugendstils, besonders in der Architektur, die durch Horta ihren Siegeszug nahm. Und es gelang der Schritt zu einem weiteren Zentrum der Avantgarde in der Tafelbildmalerei – von der Académie und ihren Schülern ging Einfluss auf die Entwicklung des Realismus, des Symbolismus, des in der Blüte befindlichen Impressionismus, des Neoimpressionismus, des Post-Impressionismus sowie des sich neu anbahnenden Expressionismus und der Moderne aus.
1912 nahm Victor Horta Änderungen an der Schule vor. Ein System von Studios (Atelier), wie von Paul Bonduelle und Lambot empfohlen, wurde erstellt. Im Jahr 1936 ermöglichte ein königlicher Auftrag endlich die Bildung der eigenständigen Abteilung für Architektur.

## Neuausrichtung nach 1945
Im Jahre 1949 entfiel der Rang einer kleinen Abteilung für die Bauplanung und dem Städtebau. Das Architekturstudium bekam den Rang einer Hochschulausbildung.
1972 wurde ein Teil der künstlerischen Geisteswissenschaften gegründet. Erst im Jahr 1977 hatte die Fachrichtung der Architektur endgültig ihre Autonomie erworben.
Im Jahre 1977 wurde das Institute Supérieur d'Architecture Victor Horta, benannt nach dem gleichnamigen Jugendstilarchitekten, gegründet.
1980 wurden die Hochschulbildung zweiten Grades und neue Kurse an der Akademie der Schönen Künste vorgestellt.
Heute werden Programme zur Ausbildung zum Bachelor of Art und Master of Arts mit Doktorandenstudium in den Fachbereichen Design, Kunst und Medien angeboten.
Die Akademie wurde eine ESA (Ecole Supérieure des Arts - Kunst College) mit einer Hochschulorientierung. 
Darüber hinaus ist sie ein Teil von The Royal Academies for Science and the Arts of Belgium (RASAB), die 2001 gegründet wurde. Ihr obliegt die Aufgabe, Tätigkeiten der hier angeschlossenen Mitglieder und Verbände sowohl im Inland als auch zum Ausland zu koordinieren und zu fördern.

## Direktoren und Professoren der Akademie

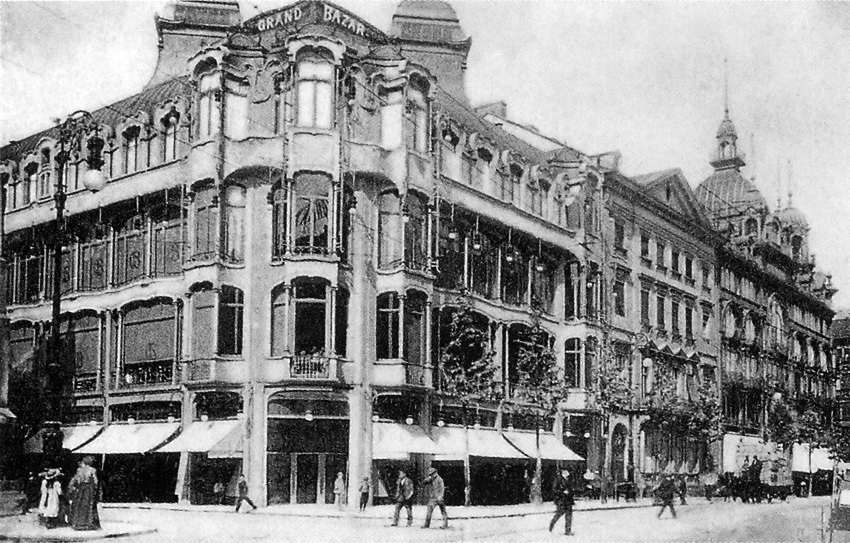
Frankfurt Am Main, Zeil, Kaufhaus Grand Bazar, um 1910

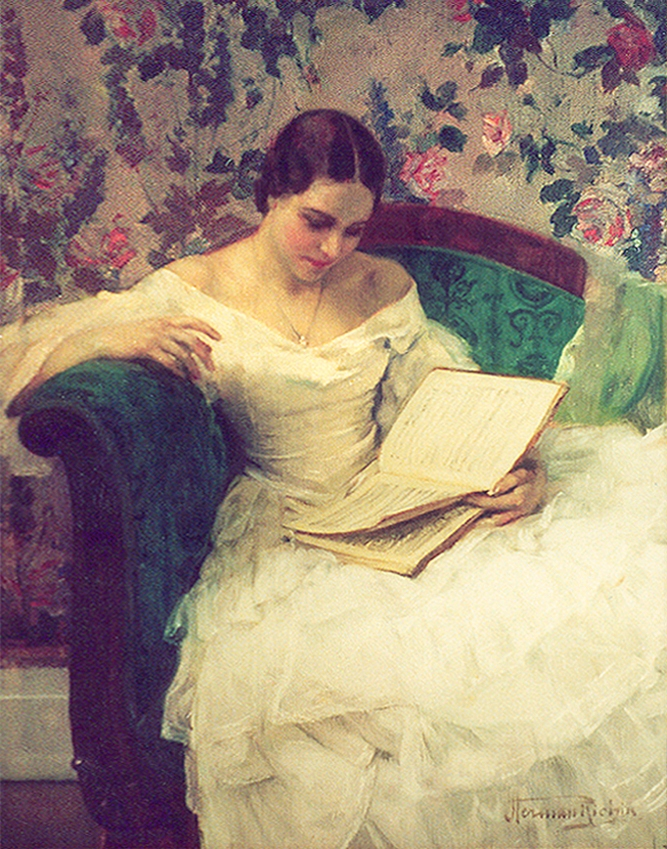
Herman Richir: La partition, Privatsammlung

- Barnabé Guimard (1731–1805), Architekt[10]
- Jean-Alexandre Werry (1773–1847), Architekt
- Tilman-François Suys (1783–1861), Architekt[11]
- François-Joseph Navez (1787–1869), Maler
- Eugène Simonis (1810–1893), Bildhauer
- Louis Gallait (1810–1887), Maler[12]
- Alexandre Robert (1817–1890), Maler
- Jean-François Portaels (1818–1895), Maler
- Joseph Stallaert (1825–1903), Maler
- Charles Van der Stappen (1843–1910), Bildhauer
- Jef Lambeaux (1852–1908), Bildhauer
- Ernst Acker (1852–1912), Architekt
- Jacques van Lalaing (1858–1917), Bildhauer und Maler[13][14]
- Victor Horta (1861–1947), Architekt[15]
- Paul Saintenoy (1862–1952), Architekt
- Herman Richir (1866–1942), Maler
- Alfred Bastien (1873–1955), Bildhauer
- Joseph Van Neck (1880–1959), Architekt
- Henry Lacoste (1885–1968), Baumeister
- Jean Baes (1848–1914), Architekt[16]
- Antoine Carte (1886–1954), Maler
- Léon Devos (1897–1974), Maler[17][18][19]
- Max van Dyck (1902–1992), Maler
- Francis Brichet (1946–2003), Graveur
- Daniel Pelletti (* 1948), Maler

## Bekannte Absolventen
- Henry Partoes (1790–1873), Architekt
- Eugène Simonis (1810–1893), Bildhauer; Lehrer und Direktor der Académie Royale des Beaux-Arts de Bruxelles
- Joseph Poelaert (1817–1879), Baumeister
- Alexandre Robert (1817–1890), Maler des Neuklassizismus; Lehrer und Direktor der Académie Royale des Beaux-Arts de Bruxelles
- Wilhelm Joseph Wings (1818–1865), deutscher Bildhauer
- Jean-Frédéric van der Rit (1823–1882), Baumeister
- Charles de Groux (1825–1870), Maler des Neuklassizismus
- Paul Dubois (1829–1905), belgischer Bildhauer
- Constantin Meunier (1831–1905), Bildhauer, Grafiker und Maler
- Guillaume Vogels (1836–1896), Maler des Belgischen Impressionismus
- Hippolyte Boulenger (1837–1874), Landschaftsmaler der Freiluftmalerei, Anhänger der Schule von Barbizon
- Auguste Schoy (1838–1885), Architekt und Baumeister
- Adriaan Joseph Heymans (1839–1921), Landschaftsmaler des Belgischen Impressionismus
- Charles Van der Stappen (1843–1910), belgischer Bildhauer; Lehrer und Direktor der Académie Royale des Beaux-Arts de Bruxelles
- Julien Dillens (1849–1904), belgischer Bildhauer und Münzer
- Amédée Lynen (1852–1938), belgischer Maler in Aquarellfarbtechnik, Illustrator und Designer
- Vincent van Gogh (1853–1890), niederländischer Maler, verblieb nur drei Monate an der Académie Royale des Beaux-Arts de Bruxelles
- Jan Hillebrand Wijsmuller (1855–1925), niederländischer Maler des Amsterdamer Impressionismus und der Haager Schule
- Édouard Duyck (1856–1897), Maler des Jugendstil, Illustrator
- Léon Frédéric (1856–1940), belgischer Maler des Symbolismus
- Fernand Khnopff (1858–1921), belgischer Maler des Symbolismus, Bildhauer, Grafiker und Fotograf
- Jaques de Lalaing (1858–1917), belgisch-französischer Bildhauer und Maler, vornehmlich dem Stil des Naturalismus und Realismus verhaftet. Er wurde später Lehrer und Direktor der Académie Royale des Beaux-Arts de Bruxelles
- Jan Toorop (1858–1928), holländischer Maler des Jugendstils und des Symbolismus; Illustrator
- Paul Hankar (1859–1901), belgischer Architekt des Belgischen Jugendstils
- Henri van Massenhove (1860–1934), Architekt
- James Ensor (1860–1949), belgischer Maler des Symbolismus
- George Minne (1866–1941), Bildhauer des Symbolismus
- Victor Horta (1861–1947), Architekt des Jugendstils, wurde später Lehrer und Direktor der Académie Royale des Beaux-Arts de Bruxelles
- Frantz Charlet (1862–1928), Maler und Lithograph, ist dem Impressionismus und der Neuen Belgischen Schule zuzurechnen
- Théo van Rysselberghe (1862–1926), flämischer Maler des Pointillismus
- Paul Saintenoy (1862–1952), Architekt des Belgischen Jugendstils
- Albert Ciamberlani (1864–1956), belgischer Maler des Jugendstils
- Victor Rousseau (1865–1954), Bildhauer; Professor und Direktor der Académie Royale des Beaux-Arts de Bruxelles
- Herman Richir (1866–1942), Maler, Lithograph und Portraitist; Professor für Design und für Malerei
- Henry de Groux (1866–1930), belgischer Maler des Symbolismus
- Jean Deville (1867–1953), belgischer Maler des Symbolismus
- Henri van Dievoet (1869–1931), Baumeister
- Henri Evenepoel (1872–1899), belgischer Maler des frühen Fauvismus, Porträtmaler
- Ferdinand Schirren (1872–1944), Bildhauer
- Alfred Théodore Joseph Bastien (1873–1955), belgischer Kriegsmaler, Impressionist
- Gabriel van Dievoet (1875–1934), Lithograph und Maler des Jugendstils
- Jules Lentrein (1875–1943), Maler, Aquarellist und Lithograph
- Alexis Dumont (1877–1962), Architekt
- Gustave Fontaine (1877–1952), Bildhauer
- Pierre Paulus (1881–1959), wallonischer Maler des Belgischen Impressionismus
- Jules Schmalzigaug (1882–1917), belgischer Maler (Analytischer Kubismus, früher Kubofuturismus)
- Rik Wouters (1882–1916), flämischer Maler des Fauvismus, Bildhauer
- Alfred Chambon (1884–1973), Architekt und Designer von Möbeln
- Henry Lacoste (1885–1968), Baumeister; Lehrer und Direktor der Académie Royale des Beaux-Arts de Bruxelles
- Georges Vantongerloo (1886–1965), belgischer Bildhauer des Konstruktivismus, Maler
- Maurice de Korte (1889–1971), belgischer Bildhauer
- Jean-Jacques Gaillard (1890–1976), Maler des Belgischen Impressionismus
- Marcel-Louis Baugniet (1896–1995), Maler, Dekorateur, Keramiker, Plakat- und Möbeldesigner
- Robert Mermet (1896–1988), französischer Bildhauer
- Éliane de Meuse (1896–1993), Malerin
- Victor Servranckx (1897–1965), Maler des Post-Impressionismus, Konstruktivismus und Surrealismus
- Paul Delvaux (1897–1994), Maler des Surrealismus
- René Magritte (1898–1967), Maler des Surrealismus
- Pierre-Louis Flouquet (1900–1967), abstrakter Maler
- Max van Dyck (1902–1992), belgischer Maler und Zeichner; Professor und dann Direktor der Académie royale des Beaux-Arts de Bruxelles
- Taf Wallet (1902–2001), Professor für Gravuren, Professor am Institut national supérieur des Beaux-Arts d'Anvers in Flandern
- Zhang Chongren, besser bekannt als Tschang Tschong-jen (1907–1998), Bildhauer, Maler, Direktor der Kunsthochschule Shanghai
- Robert Schuiten (1912–1997), belgischer Architekt und Maler
- Jacques Moeschal (1913–2004), Architekt und Bildhauer
- Nicolas de Staël (1914–1955), russischer Landschaftsmaler der Avantgarde, verinnerlichte Strömungen der Abstrakten Kunst, des Neoimpressionismus und des De Stijl
- Albert Mangonès (1917–2002), haitianischer Architekt
- Claude Strebelle (1917–2010), belgischer Architekt und Städtebauer
- Guy Huygens (* 1924), belgischer Maler
- Rik Poot (1924–2006), belgischer Bildhauer des Symbolismus
- Jean Coignon (* 1927), Autor und Trickfilmzeichner
- Hilde van Sumere (1932–2013), Bildhauerin des Konstruktivismus
- Georges Meurant (* 1948), belgischer Maler des abstrakten Expressionismus und Graveur
- Charles Szymkowicz (* 1948), belgischer Maler des Neoimpressionismus

## Ausstellungen
- Hundert Jahre Belgische Kunst - 1860-1960, Kunsthalle Bremen, vom 10. Januar – 21. Februar 1960.
- Academie Royale des Beaux-arts et Ecole des Arts decoratifs de Bruxelles. Exposition centennale 1800–1900.
- Académie Royale des Beaux-Arts de Bruxelles, 275 ans d'enseignement, vom 7. Mai – 28. Juni 1987.
- Art, anatomie trois siècles d'évolution des représentations du corps, Académie royale des Beaux-Arts de Bruxelles, 16. – 20. April 2007.
- James Ensor, 23. Juni – 21. September 2009, Retrospectiv Exhibition, Royal Museum of Fine Arts of Belgium, Brüssel.
- Constantin Meunier 1831-1905, Retrospectiv Exhibition, 20. September 2014 – 11. Januar 2015, Royal Museum of fine Arts of Belgium, Brüssel.
- Belgischer Modernismus - Die Belgische Abstrakte Kunst und Europa von 1912-1930, 2. März – 30. Juni 2013, Gent.
- Belgische Kunst zwischen 1860 und 1960, 5. September – 9. November 2014, Musée des Impressionnismes, Giverny.
- Der Impressionismus und die Amerikaner, 28. März – 29. Juni 2014, Musée des Beaux Arts, Liège.
- Brüssel eine Kapitale des Impressionismus, 11. Juli – 2. November 2014, Musée des Beaux Arts, Liège.
- Portaels and the call of Orient, 10. Februar – 31. Mai 2015, Royal Museum of Fine Arts of Belgium, Brüssel.
- Dauerausstellung - Belgische und französische Avantgarde um die Jahrhundertwende, unterbrochen durch kurze Ausstellungen - Fin-de-siècle Musée, Brüssel.
- The art of labor & the labor of art, Ausstellung, Musée Meunier, Brüssel.
- Jugendstil - Horta-Musée, Maison Horta, Brüssel.